# إيفان أكيموف
إيفان أكيموف (بالروسية: Ива́н Аки́мович Аки́мов) ( 22 مايو 1755 – 15 مايو 1814) رسام روسي ينتمي للأسلوب الكلاسيكي.